# Grajski grič
Grajski grič – kompleks skoczni narciarskich w słoweńskiej miejscowości Velenje, do którego należą obiekty o punktach konstrukcyjnych K22, K14 i K8. 

## Historia
Kompleks został otwarty w 1988 roku. Punkt konstrukcyjny największej skoczni wynosił 75 metrów, a po rozbudowie w 2000 roku przeniesiono go na 85 metr. Jednocześnie postanowiono o zamknięciu skoczni K55 i K40 i modernizacji trzech mniejszych skoczni: K22, K14 i K8. W latach 1997–2010 obiekt ten gościł zawody Letniego Pucharu Kontynentalnego. 
Planowana była przebudowa skoczni, gdzie całkowicie miała zostać zmieniona wieża startowa, której wygląd miał być utrzymany w stylu podobnym do obiektów m.in. w Innsbrucku czy Willingen. W 2011 postanowiono o zamknięciu skoczni K85, ponieważ wykryto prawne nieprawidłowości, zaś dwa lata później podjęto decyzję o rozbiórce skoczni. 
Pod koniec 2016 roku, w miejscu normalnego obiektu stanęły dwie skocznie o punktach konstrukcyjnych, usytuowanych na 55 i 35 metrze.